# КДУЛ
КДУЛ (порт. Centro Desportivo Universitário de Lisboa, CDUL) — португальский мультиспортивный клуб, который объединяет студентов высших учебных заведений Лиссабона, при этом главная гордость клуба — это регбийная команда. Клуб был основан в 1952 году силами нескольких университетских профессоров. КДУЛ является самым титулованным регбийным клубом Португалии. На Чемпионате мира по регби 2007 года в составе сборной Португалии по регби было 4 представителя КДУЛа. В 2014 году команда стала в очередной раз чемпионом, в финале был обыгран клуб "Дирейто" 19-15.. 6 января 2013 года КДУЛ победил испанский клуб "Вальядолид" 24-13 и стал обладателем Кубка Иберии. В клубе практикуют занятия такими видами спорта, как: волейбол, бадминтон, дзюдо, теннис, фехтование и легкая атлетика (например бывший премьер-министр и нынешний президент Португалии Анибал Силва, в бытность студентом, занимался легкой атлетикой), однако самых больших успехов достигла регбийная команда, которая становилась чемпионами Португалии 19 раз. В 2015 году КДУЛ принял участие в квалификации к Европейскому кубку вызова, где попала в одну группу с красноярским "Енисеем-СТМ" и уступил ему в домашнем матче 6-28.

## Достижения
Дивизан де Онра
- Чемпион (19 раз) 1964, 1965, 1966, 1967, 1968, 1969, 1971, 1972, 1974, 1978, 1980, 1982, 1983, 1984, 1985, 1989, 1990, 2012, 2014

Кубок Португалии
- Чемпион (6 раз) 1968, 1977, 1979, 1986, 1988, 1989

Кубок Иберии
- Чемпион (3 раза) 1984, 1985, 2012